# Cristiano Doni
Cristiano Doni (Roma, 1º aprile 1973) è un ex calciatore italiano, di ruolo attaccante.
È il miglior marcatore nella storia dell'Atalanta con 112 reti, 103 delle quali segnate nei campionati di A e B. A livello di presenze, risulta invece il quarto giocatore con più apparizioni nel club. Dopo ogni gol segnato, era solito esultare apponendo la mano sotto il mento.

## Biografia
Nato a Roma ma di origini liguri, trascorre l'infanzia e l'adolescenza a Verona. Il 4 dicembre 2008 è divenuto cittadino benemerito di Bergamo: è stato il primo calciatore ad ottenere tale riconoscimento. Nell'estate 2012, ha aperto un locale sulla spiaggia a Palma di Maiorca.

## Carriera

### Club

#### Gli esordi
Cresce nelle giovanili del Crazy Colombo, società amatoriale di Verona, per poi passare alla formazione Primavera del Modena. L'esordio da professionista avviene nel 1992, tra le file del Rimini con cui sfiora la promozione in C1. Dopo una stagione alla Pistoiese, firma per il Bologna conquistando con i felsinei due promozioni consecutive (dalla C1 alla A).
Nel 1996 si trasferisce al Brescia, dove ottiene un'ulteriore promozione in massima serie. Il debutto nella categoria risale al 31 agosto 1997, nella partita persa contro l'Inter (2-1). Il 29 marzo 1998, segna la sua prima rete nel pareggio con il Bari (1-1).

#### Atalanta
Nel 1998 diviene un giocatore dell'Atalanta, squadra con cui (nella stagione 1999-2000) conquista una nuova promozione in A. Doni, schierato come esterno sinistro da Vavassori nel 4-4-2, contribuisce all'obiettivo con 14 gol in 35 presenze.
Durante l'autunno 2000, il centrocampista ed alcuni compagni di squadra vengono accusati di aver pilotato il risultato della gara di Coppa Italia con la Pistoiese. Le accuse furono però ritenute prive di fondamento ed alle persone coinvolte venne riconosciuta l'assoluzione. Soltanto 12 anni più tardi, Doni ammise che la partita fu effettivamente pilotata. La stagione 2001-02 risultò la migliore per lui in A, con 16 realizzazioni all'attivo. Il 23 settembre 2001, una rete su punizione valse la vittoria contro l'Hellas Verona permettendo ai nerazzurri di muovere la classifica (dopo 3 sconfitte consecutive). Due mesi più tardi, il 25 novembre, mise invece a referto una decisiva doppietta contro il Piacenza.

#### Sampdoria e Maiorca
Dopo la retrocessione degli orobici al termine del campionato 2002-2003, passa alla Sampdoria rimanendovi per un biennio caratterizzato da vari infortuni. Trascorre poi la stagione 2005-06 in Spagna, con la maglia del Maiorca.

#### Ritorno all'Atalanta
(Doni dopo il suo ritorno a Bergamo)

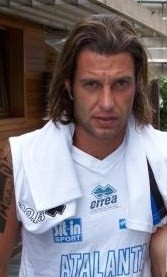
Doni in allenamento all'Atalanta nel 2009

Nell'estate 2006 fa ritorno a Bergamo, con la squadra che ha appena riconquistato la Serie A. In campionato è costretto a saltare diverse gare per infortunio, ma riesce comunque a segnare 13 gol in 26 presenze. Il 4 maggio 2008, segnando una rete al Livorno, supera Bassetto divenendo il marcatore più prolifico della Dea in massima categoria. Nel campionato 2008-09 realizza 9 gol, 4 dei quali contro i campioni d'Italia dell'Inter. Il 17 gennaio 2010, con la doppietta alla Lazio, taglia il traguardo delle 100 reti in maglia atalantina.
Malgrado un'ulteriore retrocessione, difende i colori nerazzurri anche nel campionato cadetto 2010-11 conseguendo altri importanti primati; il 5 novembre 2010 festeggia le 300 presenze professionistiche con un gol decisivo alla Triestina, mentre il 19 marzo 2011 una doppietta al Piacenza gli permette di raggiungere i 100 gol con gli orobici nei campionati. Contribuisce quindi all'immediata risalita (facendo registrare, al contempo, la quarta promozione personale in A) ma nell'agosto 2011, in seguito al coinvolgimento nello scandalo delle scommesse, riceve una squalifica di 3 anni e mezzo per illecito sportivo. La sanzione ne determina, di fatto, l'addio al calcio giocato.

### Nazionale
Conta 7 presenze ed un gol in Nazionale, realizzato nella partita di esordio (un'amichevole con il Giappone). Il commissario tecnico Trapattoni lo convoca per la fase finale dei Mondiali 2002, con il centrocampista che disputa le prime due gare del girone.

## Calcioscommesse
Il 1º giugno 2011 viene indagato nell'ambito dell'Operazione Last Bet, un'inchiesta su scommesse illegali nel calcio. Il 26 luglio il giocatore viene deferito dalla FIGC: l'accusa è di illecito sportivo. Il 3 agosto il procuratore federale Stefano Palazzi chiede per Doni una squalifica di tre anni e sei mesi relativa all'illecito sportivo compiuto nell'ambito dello scandalo italiano del calcioscommesse del 2011 Il 9 agosto la richiesta viene accolta dalla Commissione disciplinare della FIGC e quindi al giocatore viene confermata la squalifica.
Un secondo filone dell'indagine della procura di Cremona porta, il 19 dicembre 2011, all'arresto di Cristiano Doni e di altre sedici persone.
Il 31 maggio 2012, ai tre anni e sei mesi, ne vengono aggiunti ulteriori due in seguito al patteggiamento riferito al secondo filone dell'inchiesta di Cremona per un totale di cinque anni e sei mesi di squalifica.
Il 9 febbraio 2015 la Procura di Cremona termina le indagini e formula per lui l'accusa di associazione a delinquere.
Il 7 luglio seguente la Procura di Cremona chiede il rinvio a giudizio per Doni e altri centotré indagati.
Il 22 dicembre 2016 Doni, Nicola Santoni, Gianfranco Parlato e l'Atalanta vengono assolti dalla Sezione Disciplinare del Tribunale Nazionale Federale per mancanza di prove in relazione a Crotone-Atalanta del 22 aprile 2011.
Nel luglio 2019 dal tribunale di Bologna, con la dichiarazione di prescrizione, viene estinta l'accusa di partecipazione ad associazione a delinquere per Doni e per altri 25 imputati.

## Statistiche

### Presenze e reti nei club
| Stagione         | Squadra          | Campionato       | Campionato | Campionato | Coppe nazionali | Coppe nazionali | Coppe nazionali | Coppe continentali | Coppe continentali | Coppe continentali | Altre coppe | Altre coppe | Altre coppe | Totale | Totale |
| Stagione         | Squadra          | Comp             | Pres       | Reti       | Comp            | Pres            | Reti            | Comp               | Pres               | Reti               | Comp        | Pres        | Reti        | Pres   | Reti   |
| ---------------- | ---------------- | ---------------- | ---------- | ---------- | --------------- | --------------- | --------------- | ------------------ | ------------------ | ------------------ | ----------- | ----------- | ----------- | ------ | ------ |
| 1991-1992        | Modena           | B                | 0          | 0          | CI              | 0               | 0               | -                  | -                  | -                  | -           | -           | -           | 0      | 0      |
| 1992-1993        | Rimini           | C2               | 31         | 6          | CI-C            | ?               | ?               | -                  | -                  | -                  | -           | -           | -           | 31+    | 6+     |
| 1993-1994        | Pistoiese        | C1               | 31         | 3          | CI-C            | ?               | ?               | -                  | -                  | -                  | -           | -           | -           | 31+    | 3+     |
| 1994-1995        | Bologna          | C1               | 25         | 8          | CI-C            | ?               | 1               | -                  | -                  | -                  | -           | -           | -           | 25+    | 9      |
| 1995-1996        | Bologna          | B                | 29         | 3          | CI              | 5               | 0               | -                  | -                  | -                  | -           | -           | -           | 34     | 3      |
| Totale Bologna   | Totale Bologna   | Totale Bologna   | 54         | 11         |                 | 5+              | 1               |                    | -                  | -                  |             | -           | -           | 59+    | 12     |
| 1996-1997        | Brescia          | B                | 30         | 7          | CI              | 1               | 0               | -                  | -                  | -                  | -           | -           | -           | 31     | 7      |
| 1997-1998        | Brescia          | A                | 21         | 1          | CI              | ?               | ?               | -                  | -                  | -                  | -           | -           | -           | 21+    | 1+     |
| Totale Brescia   | Totale Brescia   | Totale Brescia   | 51         | 8          |                 | 1+              | 0+              | -                  | -                  |                    | -           | -           | 52+         | 8+     |        |
| 1998-1999        | Atalanta         | B                | 27         | 8          | CI              | 7               | 3               | -                  | -                  | -                  | -           | -           | -           | 34     | 11     |
| 1999-2000        | Atalanta         | B                | 35         | 14         | CI              | 6               | 3               | -                  | -                  | -                  | -           | -           | -           | 41     | 17     |
| 2000-2001        | Atalanta         | A                | 27         | 7          | CI              | 7               | 3               | -                  | -                  | -                  | -           | -           | -           | 34     | 10     |
| 2001-2002        | Atalanta         | A                | 30         | 16         | CI              | 2               | 0               | -                  | -                  | -                  | -           | -           | -           | 32     | 16     |
| 2002-2003        | Atalanta         | A                | 26+1       | 10+0       | CI              | 1               | 0               | -                  | -                  | -                  | -           | -           | -           | 28     | 10     |
| 2003-2004        | Sampdoria        | A                | 22         | 5          | CI              | 2               | 1               | -                  | -                  | -                  | -           | -           | -           | 24     | 6      |
| 2004-2005        | Sampdoria        | A                | 22         | 1          | CI              | 2               | 3               | -                  | -                  | -                  | -           | -           | -           | 24     | 4      |
| Totale Sampdoria | Totale Sampdoria | Totale Sampdoria | 44         | 6          |                 | 4               | 4               |                    | -                  | -                  |             | -           | -           | 48     | 10     |
| 2005-2006        | Maiorca          | PD               | 24         | 2          | CR              | 0               | 0               |                    | -                  | -                  |             | -           | -           | 24     | 2      |
| Totale Maiorca   | Totale Maiorca   | Totale Maiorca   | 24         | 2          |                 | 0               | 0               | -                  | -                  | -                  | -           | -           | -           | 24     | 2      |
| 2006-2007        | Atalanta         | A                | 26         | 13         | CI              | 0               | 0               | -                  | -                  | -                  | -           | -           | -           | 26     | 13     |
| 2007-2008        | Atalanta         | A                | 30         | 12         | CI              | 0               | 0               | -                  | -                  | -                  | -           | -           | -           | 30     | 12     |
| 2008-2009        | Atalanta         | A                | 31         | 9          | CI              | 1               | 0               | -                  | -                  | -                  | -           | -           | -           | 32     | 9      |
| 2009-2010        | Atalanta         | A                | 30         | 2          | CI              | 2               | 0               | -                  | -                  | -                  | -           | -           | -           | 32     | 2      |
| 2010-2011        | Atalanta         | B                | 34         | 12         | CI              | 0               | 0               | -                  | -                  | -                  | -           | -           | -           | 34     | 12     |
| 2011-2012        | Atalanta         | A                | 0          | 0          | CI              | 0               | 0               | -                  | -                  | -                  | -           | -           | -           | 0      | 0      |
| Totale Atalanta  | Totale Atalanta  | Totale Atalanta  | 296+1      | 103+0      |                 | 26              | 9               |                    | -                  | -                  |             | -           | -           | 323    | 112    |
| Totale carriera  | Totale carriera  | Totale carriera  | 532        | 139        |                 | 36+             | 14+             |                    | -                  | -                  |             | -           | -           | 568+   | 153+   |

### Cronologia presenze e reti in nazionale
| Cronologia completa delle presenze e delle reti in nazionale ― Italia | Cronologia completa delle presenze e delle reti in nazionale ― Italia | Cronologia completa delle presenze e delle reti in nazionale ― Italia | Cronologia completa delle presenze e delle reti in nazionale ― Italia | Cronologia completa delle presenze e delle reti in nazionale ― Italia | Cronologia completa delle presenze e delle reti in nazionale ― Italia | Cronologia completa delle presenze e delle reti in nazionale ― Italia | Cronologia completa delle presenze e delle reti in nazionale ― Italia |
| Data                                                                  | Città                                                                 | In casa                                                               | Risultato                                                             | Ospiti                                                                | Competizione                                                          | Reti                                                                  | Note                                                                  |
| --------------------------------------------------------------------- | --------------------------------------------------------------------- | --------------------------------------------------------------------- | --------------------------------------------------------------------- | --------------------------------------------------------------------- | --------------------------------------------------------------------- | --------------------------------------------------------------------- | --------------------------------------------------------------------- |
| 7-11-2001                                                             | Saitama                                                               | Giappone                                                              | 1 – 1                                                                 | Italia                                                                | Amichevole                                                            | 1                                                                     | 46’ - 65’ - 89’                                                       |
| 13-2-2002                                                             | Catania                                                               | Italia                                                                | 1 – 0                                                                 | Stati Uniti                                                           | Amichevole                                                            | -                                                                     | 46’                                                                   |
| 27-3-2002                                                             | Leeds                                                                 | Inghilterra                                                           | 1 – 2                                                                 | Italia                                                                | Amichevole                                                            | -                                                                     | 75’                                                                   |
| 3-6-2002                                                              | Sapporo                                                               | Italia                                                                | 2 – 0                                                                 | Ecuador                                                               | Mondiali 2002 - 1º turno                                              | -                                                                     | 65’                                                                   |
| 8-6-2002                                                              | Kashima                                                               | Italia                                                                | 1 – 2                                                                 | Croazia                                                               | Mondiali 2002 - 1º turno                                              | -                                                                     | 79’                                                                   |
| 21-8-2002                                                             | Trieste                                                               | Italia                                                                | 0 – 1                                                                 | Slovenia                                                              | Amichevole                                                            | -                                                                     |                                                                       |
| 12-10-2002                                                            | Napoli                                                                | Italia                                                                | 1 – 1                                                                 | Serbia e Montenegro                                                   | Qual. Euro 2004                                                       | -                                                                     | 46’                                                                   |
| Totale                                                                |                                                                       | Presenze                                                              | 7                                                                     |                                                                       | Reti                                                                  | 1                                                                     |                                                                       |

## Palmarès

### Club
- Campionato italiano Serie C1: 1

Bologna: 1994-1995 (girone A)
- Campionato italiano di Serie B: 3

Bologna: 1995-1996
Brescia: 1996-1997
Atalanta: 2010-2011

### Individuale
- Premio Nazionale Carriera Esemplare "Gaetano Scirea": 2009